# Нгамбай (мова)
Нгамбай — мова, що належить до ніло-сахарської макросімʼї, центральносуданської сімʼї. Поширена в Чаді (регіони Західний Логон, Східний Логон, Західне Майо-Кебі, Танджіле, Східне Майо-Кебі) та Камеруні (Північний регіон).

## Писемність
Писемність мови нгамбай заснована на латинській азбуці. Існує кілька її варіантів. Один з алфавітів має такий вигляд (показано тільки деякі букви).
| É é | È è E e | O o | Ö ö |
| --- | ------- | --- | --- |
| /e/ | /ɛ/     | /o/ | /ɔ/ |

| C c      | Bb bb | Dd dd | N n Nn nn | Q q |
| -------- | ----- | ----- | --------- | --- |
| /s/, /ʃ/ | /ɓ/   | /ɗ/   | /n/       | /g/ |

- Тони на письмі позначаються тільки тоді, коли необхідно розрізнити значення слів.
- Буква n, написана після букви для голосного, передає назалізацію голосного звука. Якщо треба передати звук [n], то записують дві букви nn.
- Буква c може передавати як звук [s], так і звук [ʃ]. Це залежить від діалекту.
- Для розрізнення односкладових слів, відрізняючихся тільки тоном, використовують певні написання. 1) [gé] — ge; [gè] — qe; [gē] — ge. 2) [lé] — lé; [lè] — le. 3) [nè] — nê; [né] — ne; [né] — né.
- Буква q використовується для передачі звука [g] при розрізненні односкладових слів, що відрізняються тільки тоном.

Існує інший варіант, що відрізняється від попереднього передачею голосних.
| A a | E e | Ǝ ə | I i | O o | Ɔ ɔ | U u | Ã ã | Ẽ ẽ | Ĩ ĩ | Õ õ | Ũ ũ | Ɔ̃ ɔ̃ |
| --- | --- | --- | --- | --- | --- | --- | --- | --- | --- | --- | --- | --- |
| /a/ | /ɛ/ | /ə/ | /i/ | /o/ | /ɔ/ | /u/ | /ã/ | /ɛ̃/ | /ĩ/ | /õ/ | /ũ/ | /ɔ̃/ |

| P p | B b | T t | D d | K k | G g | Mb mb | Nd nd | Nj nj | Ng ng |
| --- | --- | --- | --- | --- | --- | ----- | ----- | ----- | ----- |
| /p/ | /b/ | /t/ | /d/ | /k/ | /g/ | /ᵐb/  | /ⁿd/  | /ⁿd͡ʒ/ | /ᵑg/  |

| S s | J j  | Bb bb | Dd dd | M m | N n | Ny ny | R r | L l | Y y | W w |
| --- | ---- | ----- | ----- | --- | --- | ----- | --- | --- | --- | --- |
| /s/ | /d͡ʒ/ | /ɓ/   | /ɗ/   | /m/ | /n/ | /ɲ/   | /r/ | /l/ | /j/ | /w/ |

В словнику мови нгамбай використовується відмінний від попереднього варіант алфавіту.
| A a | E e | Ǝ ə | I i | Ɨ ɨ | O o | Ɔ ɔ | U u | A̰ a̰ | Ḛ ḛ | Ḭ ḭ | O̰ o̰ | Ṵ ṵ |
| --- | --- | --- | --- | --- | --- | --- | --- | --- | --- | --- | --- | --- |

| P p | B b | T t | D d | K k | G g | Mb mb | Nd nd | Nj nj | Ng ng |
| --- | --- | --- | --- | --- | --- | ----- | ----- | ----- | ----- |

| S s | J j | Ɓ ɓ | Ɗ ɗ | M m | N n | R r | L l | Y y | W w | H h |
| --- | --- | --- | --- | --- | --- | --- | --- | --- | --- | --- |

- Тони позначаються діакритичними знаками: гравісом (`); акутом (´); макроном (̄).

Було випущено Біблію мовою нгамбай, в якій використовується ще інший варіант абетки.

## Додаткові джерела і посилання
- Біблія мовою нгамбай.